# Wappen Spaniens
Das Wappen Spaniens (spanisch Escudo de España) ist als Staatswappen seit dem Jahr 1981 gültig.

## Beschreibung

Die heraldisch korrekte Version des Wappens

Die Blasonierung des Wappens von Spanien ist im Gesetz Nr. 33/1981 vom 5. Oktober 1981 geregelt; eine Abbildung des Wappens enthält das Königliche Dekret vom 8. Dezember desselben Jahres. Ein weiteres Dekret vom 3. September 1982 regelt die exakte Farbgebung.
- Der Wappenschild des spanischen Staatswappens zeigt die traditionellen Bestandteile des Königreichs. Er ist mit dem Wappenschild des Königs von Spanien identisch.
  - Der ovale Herzschild zeigt das Wappen des regierenden Hauses Bourbon-Anjou.
  - Rundherum sind die Wappen der historischen Teilreiche angeordnet.
- Die Königskrone Spaniens (corona real) symbolisiert die spanische Monarchie.
- Die Säulen des Herakles umrahmen den Wappenschild in Funktion eines Schildhalters und symbolisieren sowohl die geographische Lage Spaniens an der Meerenge von Gibraltar als auch dessen überseeische Orientierung. Sie wurden dem Wappen durch Kaiser Karl V. hinzugefügt, der als Karl I. König von Spanien war.
  - Die Säulen sind durch ein rotes Spruchband mit der lateinischen Devise Plus Ultra („darüber hinaus“ bzw. „immer weiter“) verbunden – dem Wahlspruch Karls, unter dessen Herrschaft Spanien zum Weltreich wurde.
  - Die Säulen sind heraldisch rechts von der so genannten „imperialen Krone“ (corona imperial) des spanischen Imperiums und links von der Königskrone Spaniens bekrönt.

Das spanische Wappen ist auch auf der Flagge Spaniens wiederzufinden, während es auf der Bürgerlichen und Handelsflagge fehlt.

## Bedeutung der Bestandteile
|  | Bekrönung | Königskrone                                     |
|  | Säulen    | Säulen des Herakles mit Spruchband „Plus Ultra“ |

Einer Theorie zufolge hat sich das Symbol für den Peso ($) aus einer stilisierten Darstellung dieser zwei Säulen mit dem Spruchband entwickelt. Später wurde es dann u. a. auf den US-Dollar übertragen.
Die Wappenfelder repräsentieren die mittelalterlichen Königreiche, aus denen die Spanische Monarchie hervorging:
|  | 1. Feld    | (heraldisch) rechts oben ein goldenes Kastell auf rotem Grund, das Wappen des Königreichs Kastilien                                         |
|  | 2. Feld    | Wappen des Königreichs León, ein purpurroter Löwe auf silbernem Grund                                                                       |
|  | 3. Feld    | Vier rote Pfähle auf goldenem Grund für die Krone Aragon                                                                                    |
|  | 4. Feld    | Goldene Ketten auf rotem Grund für Navarra                                                                                                  |
|  | Spitze     | Ein grünblättriger Granatapfel auf Silber für das ehemalige Königreich Granada                                                              |
|  | Herzschild | Im Herzschild sind drei goldene Schwertlilien auf blauem Grund zu sehen, das Familienwappen der Bourbonen, die die Könige Spaniens stellen. |

## Historische Formen
In der Zeit der Katholischen Könige bildete der Johannisadler den Schildhalter, der als persönliches Wappentier der Königin Isabella in das Wappen gelangte. Karl I./V. ersetzte ihn durch den doppelköpfigen Reichsadler des Heiligen Römischen Reiches. Mit seiner Thronbesteigung gelangte auch die Kette des burgundischen Hausordens vom Goldenen Vlies in das Wappen, dessen Ordensmeister Karl war. Bis heute ist der Schild des Wappens der Könige von Spanien mit dieser Kette umhängt.

Spätes 15. Jh.: Katholische Könige
Wappen der katholischen Könige 1475–1492
Wappen der katholischen Könige 1492–1506

16. Jh.: Karl I.
Wappen Karls I. (Kaiser Karl V.) 1531–1556
Wappen Karls I.
Wappen Karls I. 1519–1520
Wappen Karls I. 1521–1530
Kleines Wappen 1516–1556
Kleines Wappen 1516–1556

1516–1518
- Wappen Karls I.

1519–1520
- Wappen Karls I.

1521–1530
- Kleines Wappen

1516–1556
- Kleines Wappen

1516–1556

16. Jh.: Philipp II.
Wappen Philipp II. (Philipp I. von Portugal) 1581–1598
Wappen Philipp II. (König von England und Irland) 1556–1558
Wappen Philipp II.
Kleines Wappen 1556–1580
1580–1598
Kleines Wappen (Portugal) 1580–1598
 (Philipp I. von Portugal)

1581–1598
- Wappen Philipp II.
(König von England und Irland)
1556–1558
- Wappen Philipp II.

1559–1580
- Kleines Wappen

1556–1580
- 1580–1598
- Kleines Wappen
(Portugal)

1580–1598

16. und 17. Jh.: Spanische Habsburger
Wappen der Könige Haus Habsburg (Casa de Austria) 1599–1668
1669–1700
Kleines Wappen der Habsburger-Könige 1599–1668
1669–1700

18. Jh.: Haus Bourbon (wiederum im 19. u. 20. Jh.)
Großes Wappen der Könige des Hauses Bourbon 1700–1761
1761–1808 1812–1868 1874–1931
Kleines Wappen der Bourbonen-Könige Säulen des Herakles 1761–1808 1812–1868 1874–1931
Lorbeerkranz
Goldenes Vlies, Königlicher Mantel

- Kleines Wappen der
Bourbonen-Könige
Säulen des Herakles
1761–1808
1812–1868
1874–1931
- Lorbeerkranz
- Goldenes Vlies, Königlicher Mantel

Frühes 19. Jh.: Bonaparte
Großes Wappen Josephs I. Napoleonischer Adler im Herzschild 1808–1812
Kleines Wappen Josephs I. Goldenes Vlies Ehrenlegion Zepter
Kleines Wappen Josephs I.

19./20. Jh.: Erste Republiken, Haus Savoyen, Haus Bourbon, Zweite Republiken
Staatswappen Spaniens: Provisorischen Regierung 1869–1870 Erste Republik 1873–1874 Staatsstreich 1874
Staatswappen Spaniens Amadeus’ I. Savoyen im Herzschild 1870–1873
Staatswappen Spaniens Bourbon im Herzschild 1874–1931
Staatswappen Spaniens Zweite Republik 1931–1939

- Staatswappen Spaniens:
 Provisorischen Regierung
1869–1870
Erste Republik
1873–1874
Staatsstreich
1874
- Staatswappen Spaniens Amadeus’ I.
Savoyen im Herzschild
1870–1873
- Staatswappen Spaniens

Bourbon im Herzschild
1874–1931
- Staatswappen Spaniens
Zweite Republik

1931–1939

Mittleres 20. Jh.: Franquismus
Staatswappen Spaniens der Francozeit 1939–1945
1945–1977
Staatswappen Spaniens, Transitionphase 1977–1981

Während des Franco-Regimes wurden verschiedene, zumeist historisierende Änderungen an der Gestalt des spanischen Staatswappens vorgenommen, die bis 1981 Bestand hatten; am auffälligsten war ein schwarzer Adler, der dem Johannisadler ähnelte und für den in der Ideologie des Franquismus mit den Katholischen Königen in Verbindung gebrachten Casticismo stand.